# Карлес, Антонен
Антонен Карлес (полное имя: Жан Поль Антонен Шарль Карлес; фр. Jean Paul Antonin Charles Carlès ; 23 июля 1851, Жимонт, Жер — 18 февраля 1919[…], IX округ Парижа) — французский скульптор.

## Биография
Родился в 1851 году в Жимоне. Учился в школах изящных искусств Марселя, Тулузы, и, наконец, в Высшей школе изящных искусств Парижа под руководством Эрнеста Иолле и  Франсуа Жуффруа.
При жизни был известным и коммерчески успешным скульптором, членом Общества французских художников. Одна из работ Карлеса выиграла гран-при на Всемирной выставке 1889 года. В том же году он стал кавалером ордена Почётного легиона, в 1900 году — офицером ордена, а в 1913 году — командором.
Регулярно выставлял свои работы на ежегодных Парижских салонах.
Скончался в Париже в 1919 году.

## Галерея

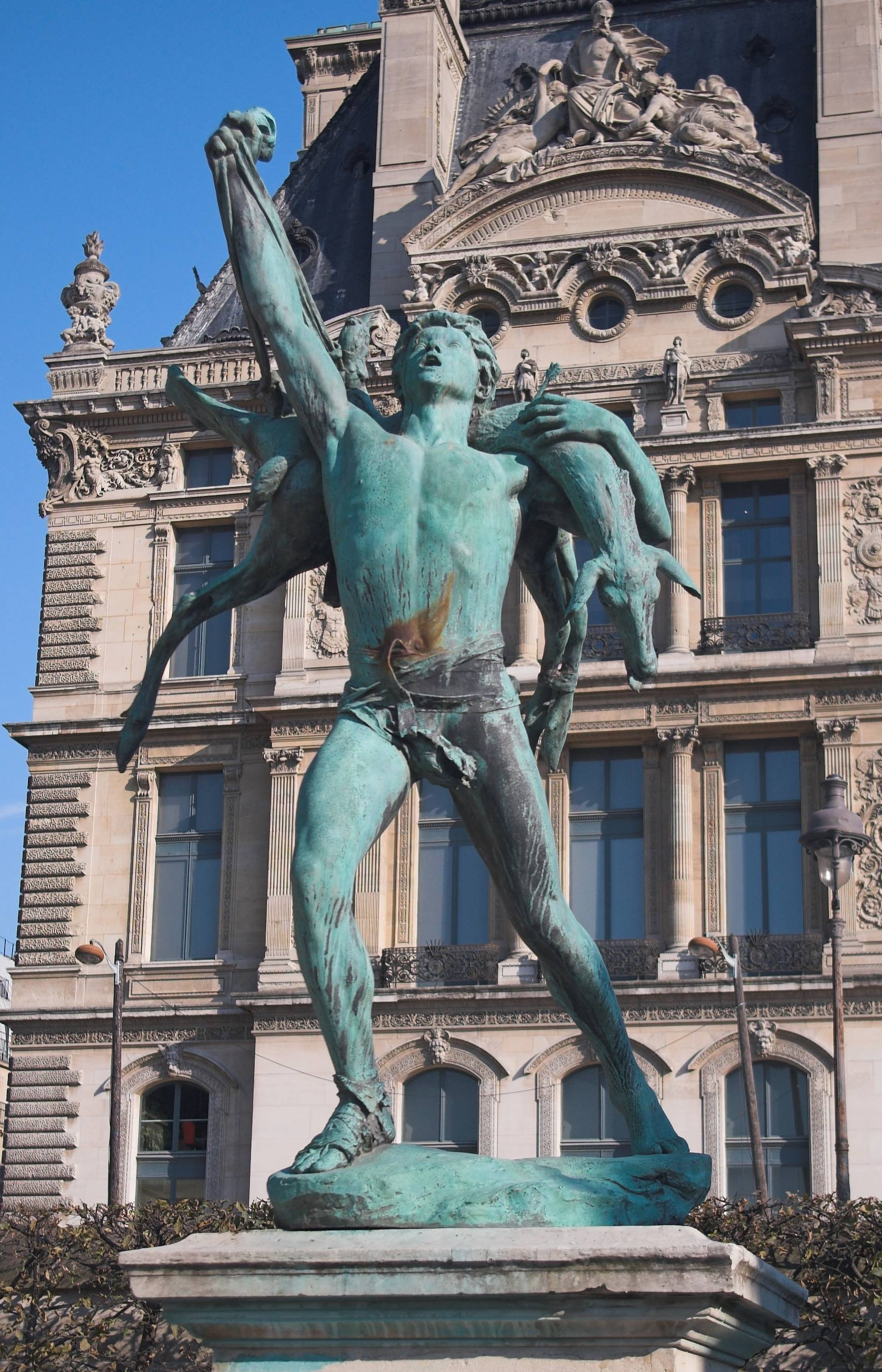
Возвращение с охоты (1888), бронза, Париж, сад Тюильри.
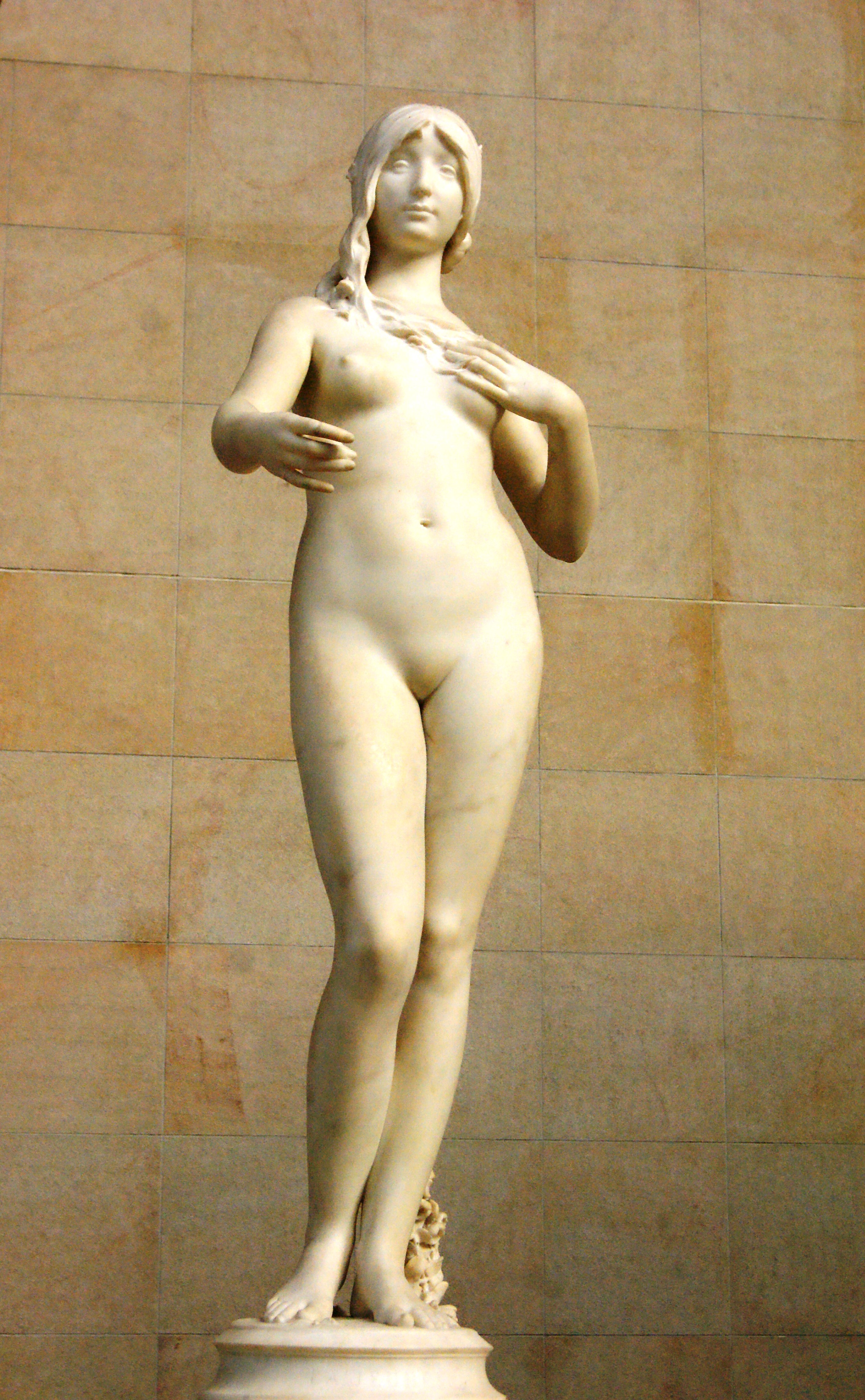
Юность (1885), мрамор, Париж, Музей Орсе.
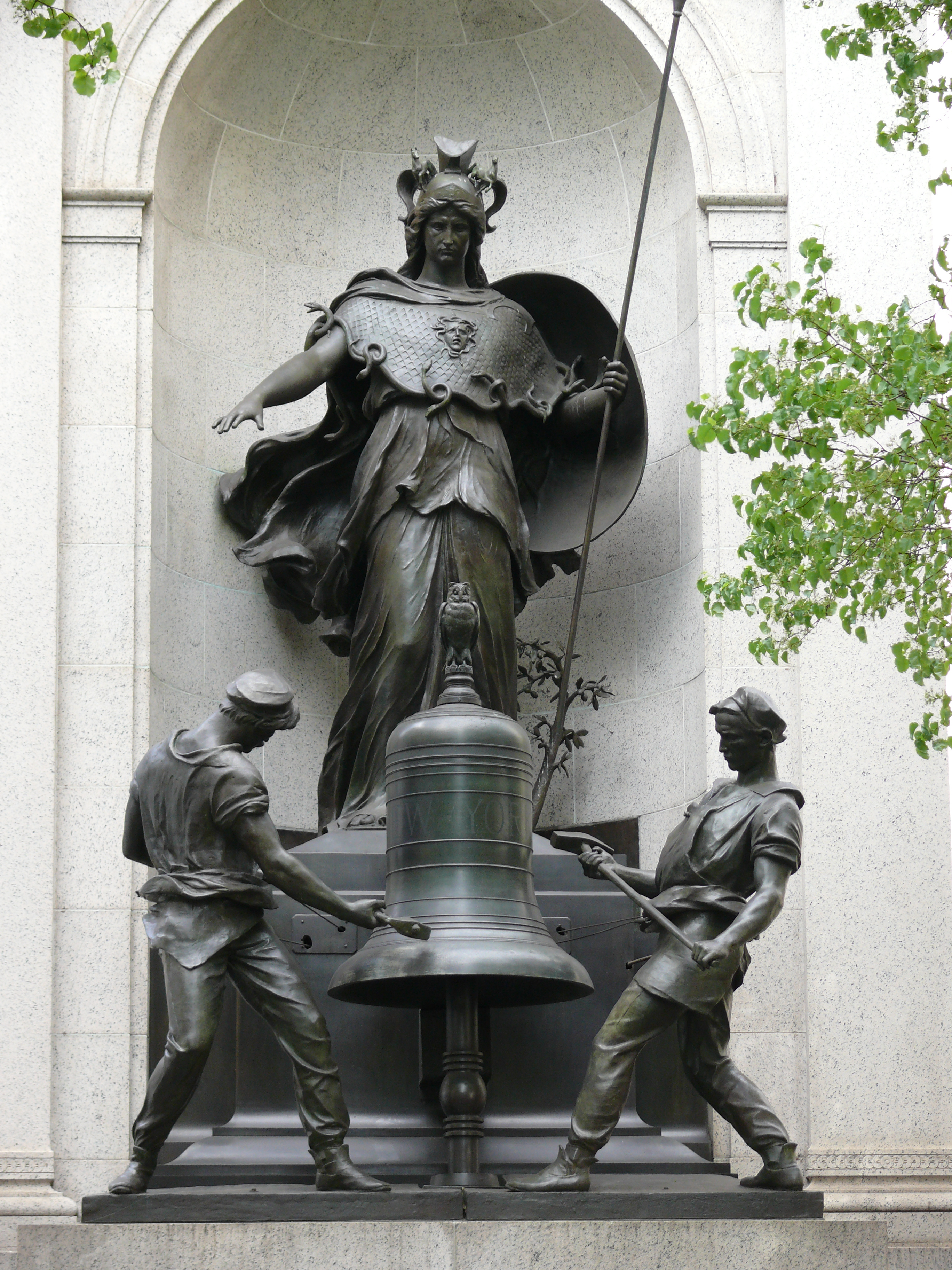
Памятник Джеймсу Гордону Беннету (1894), бронза, Нью-Йорк.
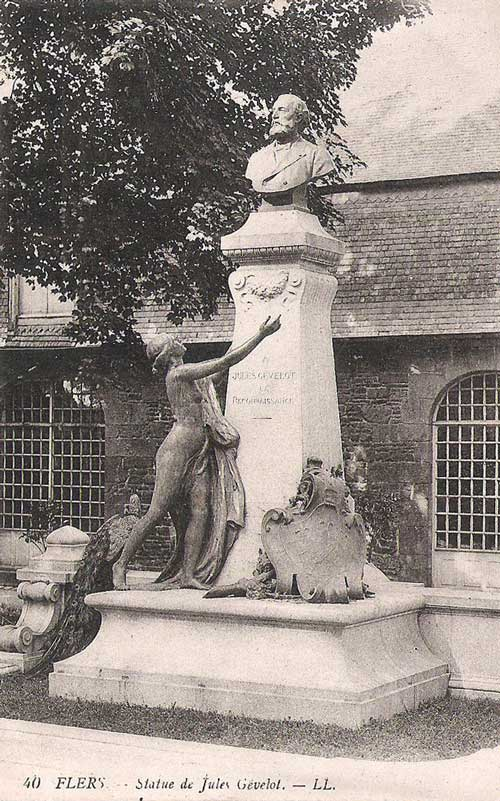
Памятник владельцу патронного завода Жюлю Жевело (1906), бронза, Флер.
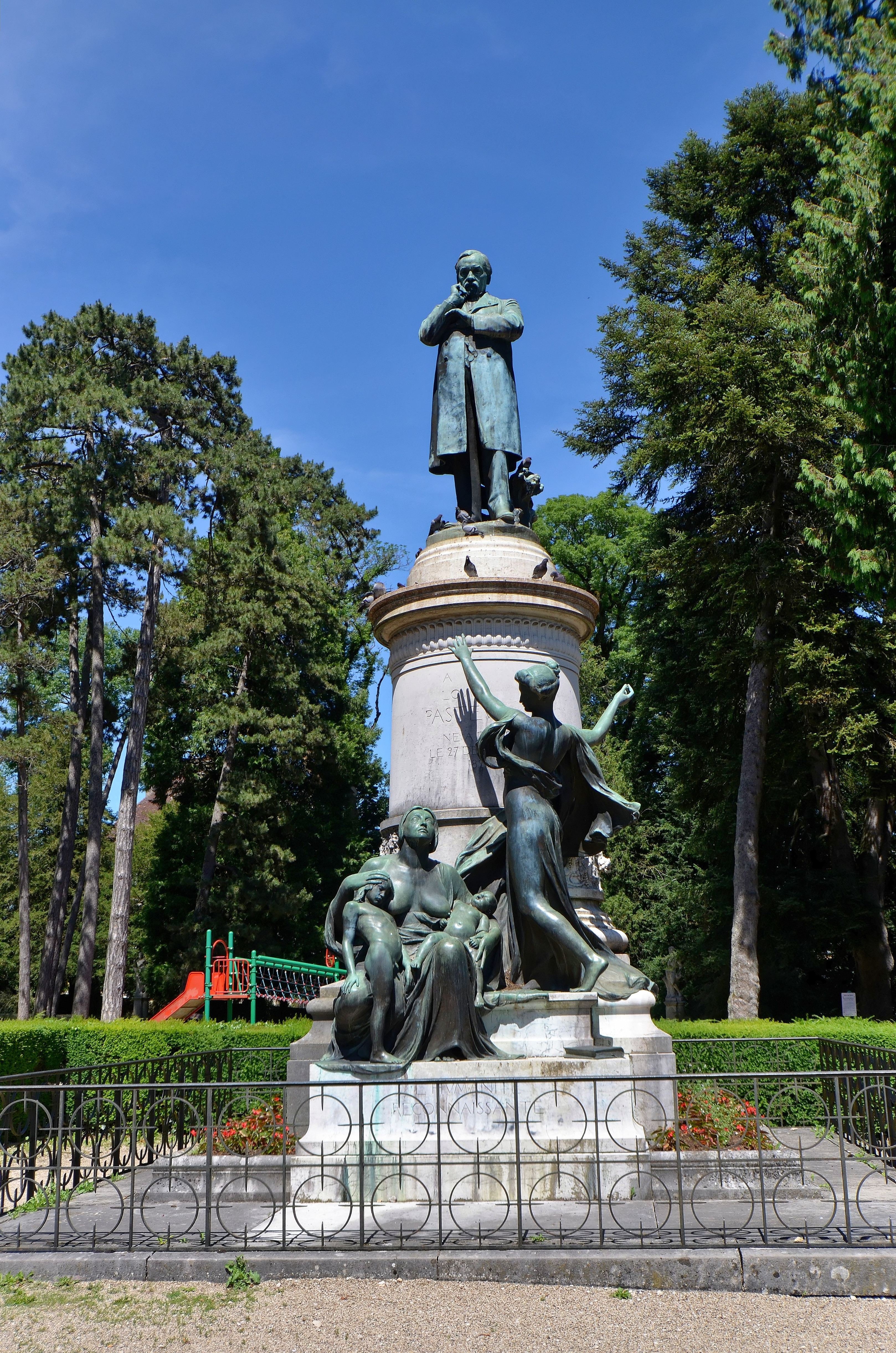
Памятник Луи Пастеру, Доль
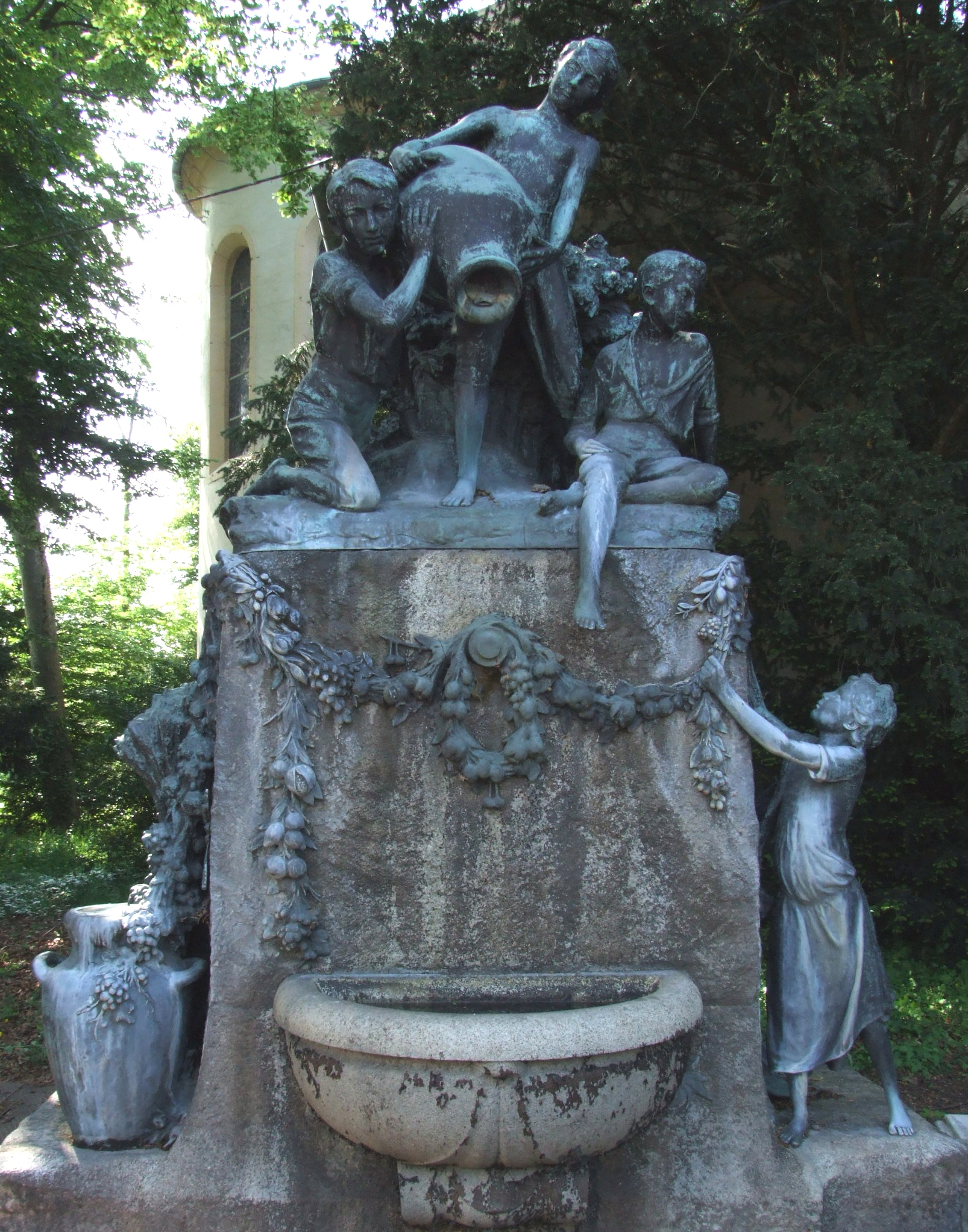
Фонтан Шнейдеров (изображающий детей промышленника Шнейдера), Ле-Крёзо